# Пістолет Ланкастера
Пістолет Ланкастера — британський багатоствольний пістолет типу хауда.

## Характеристика
Пістолети Ланкастера мали 4 (рідше 2) стволи і використовували різноманітні потужні револьверні та гвинтівкові набої великого калібру. Унікальні овальні нарізи також дозволяли використовувати набої для гладкоствольної зброї калібру .410. Для заряджання пістолета необхідно було натиснути на застібку, щоб «переламати» стволи і вставити набої. Поворотний ударник забезпечував послідовну стрільбу з кожного ствола, оснащеного власним бойком.

## Історія
Пістолет був розроблений лондонським зброярем Чарльзом Ланкастером і вироблявся в другій половині XIX століття. Він був дуже популярним серед мисливців на великих тварин і колоніальних офіцерів, оскільки був надійнішим, потужнішим і мав більшу скорострільність, ніж тогочасні револьвери Beaumont–Adams і Colt Navy.
На замовлення магараджі Рева був виготовлений унікальний пістолет у формі чотириствольної гвинтівки.
В кінці століття пістолети Ланкастера були витіснені револьверами Webley, які були надійнішими і швидше перезаряджались, проте певна кількість пістолетів використовувалась в Першу світову війну завдяки своїй надійності та простоті обслуговування.

## В культурі
- У фільмі «Примара і Темрява» мисливець Ремінгтон використовує двоствольний пістолет Ланкастера з відкидним лезом під стволами.[5]
- У відеогрі Battlefield 1 присутній чотириствольний пістолет Ланкастера.[6]